# Supercopa de Andorra 2023
La Supercopa Andorrana 2023 fue la XXI edición del torneo. Se disputó a un único partido el 27 de septiembre en el Centre d'Entrenament de la FAF 1.
Esta edición de la Supercopa enfrentó el campeón de Liga de la temporada 2022-23, el Atlètic Club d'Escaldes, y el campeón de la Copa Constitució de la misma temporada, el Inter Club d'Escaldes.
El  Inter Club d'Escaldes se impuso por 3-1 al Atlètic Club d'Escaldes adjudicándose el título por cuarta vez.

## Participantes
|  | Atlètic Club d'Escaldes |  |  | Campeón de la Primera División de Andorra (2022-23) |
|  | Inter Club d'Escaldes   |  |  | Campeón de la Copa Constitució (2023)               |

## Final
| 27 de septiembre de 2023, 20:30 | Atlètic Club d'Escaldes | 1:3 (0:3) | Inter Club d'Escaldes                        | Centre d'Entrenament de la FAF 1, Andorra la Vieja |                                 |
|                                 | Pau Ferrer 87'          | Reporte   | Chete 14' · Raúl Feher 21' · Ángel Pérez 44' | Árbitro(s): Antoine Chiaramonti                    | Árbitro(s): Antoine Chiaramonti |

### Campeón
| Campeón Supercopa de Andorra 2023 |
| --------------------------------- |
| Inter Club d'Escaldes 4° título   |